# Городня (приток Мсты)
Городня — река в России, протекает в Любытинском районе Новгородской области. Устье реки находится в 230 км по правому берегу реки Мста. Длина реки составляет 23 км.
Река протекает через Любытинское сельское поселение. На берегу реки стоит село Комарово и, у устья, деревня Средние Светицы.

## Данные водного реестра
По данным государственного водного реестра России относится к Балтийскому бассейновому округу, водохозяйственный участок реки — Мста без р. Шлина от истока до Вышневолоцкого г/у, речной подбассейн реки — Волхов. Относится к речному бассейну реки Нева (включая бассейны рек Онежского и Ладожского озера).
Код объекта в государственном водном реестре — 01040200212102000021121.